# Station Aubin-Saint-Vaast
Station Aubin-Saint-Vaast is een spoorwegstation in de Franse gemeente Aubin-Saint-Vaast.

## Treinverbindingen
| Serie | Treinsoort | Route                                                                   | Bijzonderheden |
| ----- | ---------- | ----------------------------------------------------------------------- | -------------- |
| P 53  | TER (SNCF) | Arras – Saint-Pol-sur-Ternoise – Aubin-Saint-Vaast – Étaples-Le Touquet |                |